# Regensburger Tradition
Die Regensburger Tradition ist eine römisch-katholische liturgisch-kirchenmusikalische Reformbestrebung, die ab der Mitte des 19. Jahrhunderts in Erscheinung trat.
Begründet wurde diese Reform von Carl Proske. Dieser lehnte die zumeist instrumentalbegleitete Gegenwartsmusik und die Kirchenmusik der Wiener Klassik ab und befürwortete die Verwendung „echter“ Kirchenmusik, die aus dem Gregorianischen Choral und Werken der Altklassischen Vokalpolyphonie des 16. Jahrhunderts bestand. Die Werke von Giovanni Pierluigi da Palestrina galten ihm als die „reinste“ Kirchenmusik. Der Name „Regensburger Tradition“ fußt zudem auf der Tatsache, dass der Regensburger Domchor, einer der wenigen Domchöre mit tausendjähriger ununterbrochener Tradition, das neue Leitbild der Kirchenmusik verkörpern sollte, das auch unter dem Namen Cäcilianismus bekannt wurde. In den folgenden Jahren entstand zusätzlich zeitgenössische, am Palestrinastil orientierte Kirchenmusik beispielsweise von Michael Haller.
Diese besondere kirchenmusikalische Bestrebung mündete in die Gründung des Caecilienvereins durch Franz Xaver Witt im Rahmen des 19. Deutschen Katholikentags, der vom 31. August bis zum 3. September 1868 in Bamberg stattfand. Die Geschäftsstelle dafür wurde in Regensburg eingerichtet. Der Verein und Witts veröffentlichte Zeitschriften Fliegende Blätter für katholische Kirchenmusik sorgten in der Folgezeit für die weitere Verbreiterung dieser kirchenmusikalischen Idee in den deutschsprachigen Ländern.
Noch heute verkörpern die Regensburger Domspatzen diese Tradition.